# Погорелка (Великолукский район)
Погорелка — деревня в Великолукском районе Псковской области России. Входит в состав сельского поселения «Шелковская волость».
Расположена в центре волости, на правом берегу реки Вятица (правый приток Крупицы), в 22 км к востоку по дорогам или в 7 км от границы райцентра Великие Луки и в 5 км к северо-востоку от волостного центра Шелково. К западу, на противоположном берегу Вятицы, находится деревня Никулино.

## Население
Численность населения деревни по состоянию на 2000 год составляла 15 жителей, на 2010 год — 12 жителей.